# Nefertiti (album)
Nefertiti è un album discografico del musicista jazz Miles Davis registrato nel 1967 e pubblicato nel 1968 dalla Columbia Records.

## Il disco
Registrato il 7, il 22-23 giugno, e il 19 luglio 1967 allo Studio Columbia sulla 30ª strada, l'album è l'ultimo disco di Davis "prettamente acustico" prima dell'elettrificazione del suo sound. Davis stesso non contribuì in alcun modo alla composizione dei brani presenti, in gran parte scritti da Herbie Hancock e Wayne Shorter. L'album raggiunse la posizione numero 8 nella classifica di Billboard Top Jazz Albums nel 1968. Nel 1998 Nefertiti è stato ristampato in formato compact disc (CK-65681) dalla Columbia e dalla Legacy Records.

### Musica
Il quarto album ad opera del secondo quintetto classico di Miles Davis, Nefertiti, è meglio conosciuto per l'inconsueta title track, nella quale la sezione dei fiati ripete la melodia numerose volte senza che siano presenti assolo individuali mentre la sezione ritmica improvvisa in sottofondo, capovolgendo i tradizionali ruoli canonici delle due sezioni strumentali. Nel disco sono contenute anche la languida ballata Fall, Hand Jive, composizione maggiormente hard bop, e diversi altri brani esplicativi dell'approccio stilistico post bop del gruppo. Sia Nefertiti che Riot entrarono nel repertorio live del quintetto di Davis.

## Tracce
1. Nefertiti (W. Shorter) - 7:55
2. Fall (W. Shorter) - 6:39
3. Hand Jive (T. Williams) - 8:58
4. Madness (H. Hancock) - 7:33
5. Riot (H. Hancock) - 3:05
6. Pinocchio (W. Shorter) - 5:09

### Bonus Tracks CD
1. Hand Jive (First Alternate Take) - 6:52
2. Hand Jive (Second Alternate Take) - 8:17
3. Madness (Alternate Take) - 6:46
4. Pinocchio (Alternate Take) - 5:08

## Formazione
- Miles Davis - tromba
- Wayne Shorter - sax tenore
- Herbie Hancock - pianoforte
- Ron Carter - contrabbasso
- Tony Williams - batteria